# Cladrastis sinensis
Cladrastis sinensis là một loài thực vật có hoa trong họ Đậu. Loài này được Hemsl. miêu tả khoa học đầu tiên.

## Hình ảnh

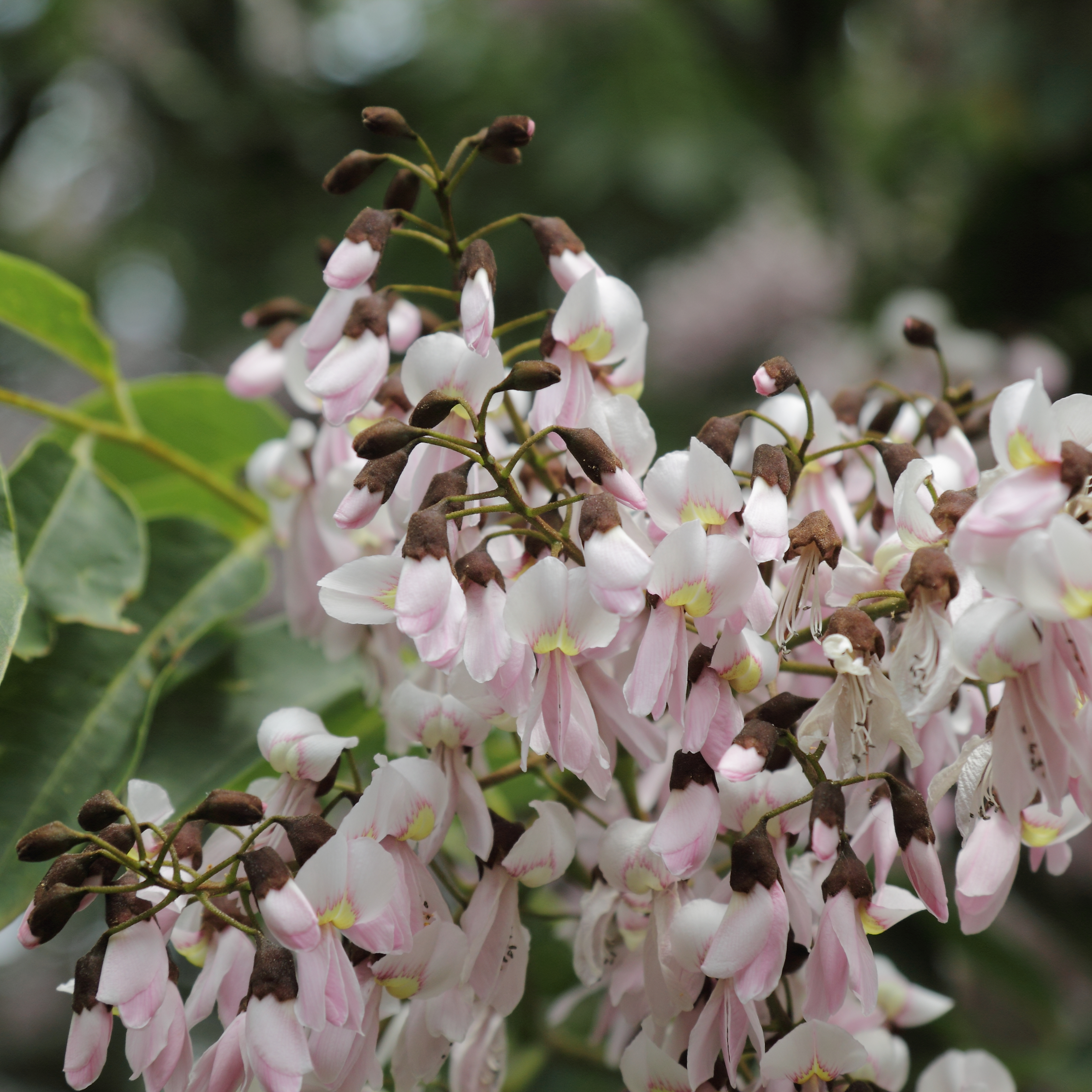